# Wa (kana)
わ in hiragana o ワ in katakana è un kana giapponese e rappresenta una mora. La sua pronuncia è [ɰa] e deriva dal Man'yōgana 和 (pace).
È l'unico kana, insieme a ふ che ha conservato la sua pronuncia originale dal Giapponese letterario, dove il cambiamento di pronuncia della serie H (ひ,は,ほ,へ) in quello della serie w (わ,を,ゐ,ゑ) è mutato.
Resti di quel cambiamento si può notare in は che può essere pronunciato sia come わ che は.
Nella regione del Kansai, わ è usato come particella emozionale di fine frase in simil modo come な e よ, da uomini e donne, mentre nel dialetto di Tokyo, l'uso di わ è esclusivamente femminile.
Tale differenza regionale nell'uso sembra essere correlato a una pronuncia più grave e profonda da parte degli uomini, mentre le donne lo pronunciano con un tono più acuto e dolce. 
| Forma                    | Rōmaji      | Hiragana        | Katakana        |
| ------------------------ | ----------- | --------------- | --------------- |
| Normale w- (わ行 wa-gyō) | wa          | わ              | ワ              |
| Normale w- (わ行 wa-gyō) | waa wā, wah | わあ, わぁ わー | ワア, ワァ ワー |

## Scrittura

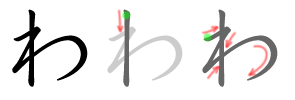
Stile di scrittura di わ

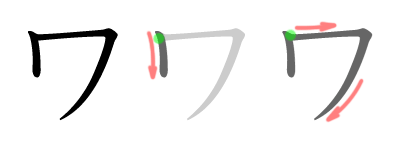
Stile di scrittura di ワ